# Axwell Λ Ingrosso
Axwell Λ Ingrosso (prononcé Axwell and Ingrosso) est un duo suédois de musique électronique. Formé en 2014, il est constitué de deux des trois membres du groupe Swedish House Mafia : Axwell et Sebastian Ingrosso. À la suite de la séparation de ce groupe, chacun reprend son projet de carrière personnelle. Partageant le même studio à Stockholm, Axwell et Sebastian Ingrosso se mettent à travailler ensemble. Depuis fin 2018, le duo s'est lentement retiré à l'abri des projecteurs et s'est relancé dans un ancien projet en compagnie de Steve Angello : la Swedish House Mafia.  

## Histoire

### Origines (2008–2014)
Axwell et Sebastian Ingrosso faisaient partie du Swedish House Mafia, un groupe de DJs, avec Steve Angello. Le groupe se forme officiellement à la fin de 2008, se classant au 10e rang du Top 100 DJ Mag en 2011 et au no 12 en 2012. Durant cette période, le groupe publie deux albums studio et compilation : Until One et Until Now, et neuf singles (dont deux crédits sous leurs noms individuels). Le 24 juin 2012, le groupe annonce via son site web qu'il se séparerait après leur tournée One Last Tour, qui s'est achevé à Ultra Music Festival à Miami, le 24 mars 2013.

### Débuts etMore than You Know(2014–2017)

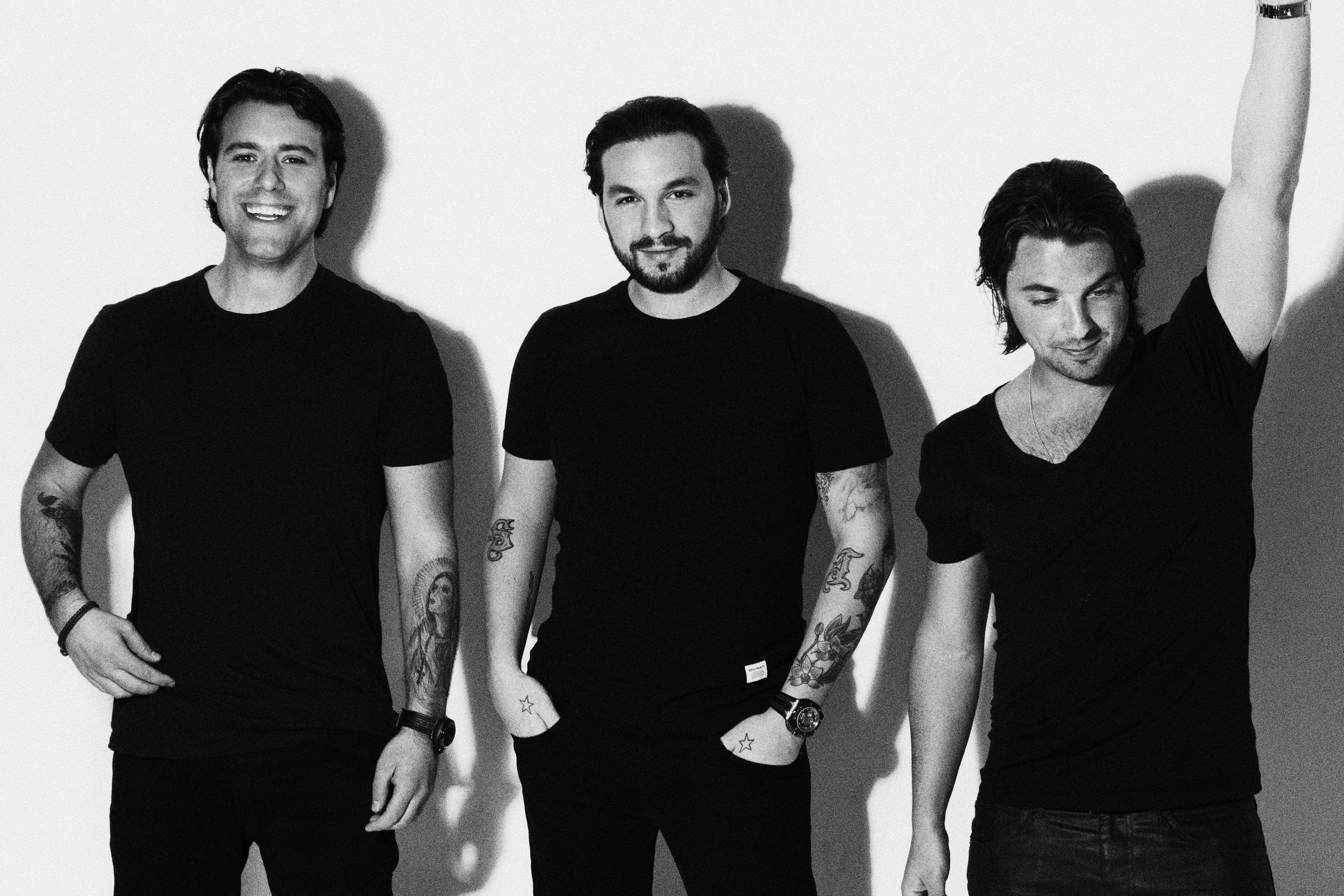
Sebastian Ingrosso (à gauche) et Axwell (à droite) avec Steve Angello (au centre).

Axwell et Sebastian Ingrosso forment officiellement le groupe Axwell Λ Ingrosso en 2014. En juin de la même année, le groupe se fait connaître par les New-Yorkais en commençant à placer des indices sur leur nouvel album dans divers endroits de la ville,. Leur première représentation a eu lieu en 2014 lors du festival de musique Governors Ball du 8 juin à New York. La performance débute par une musique extraite d'un nouvel album annoncé sous le nom « Axwell Λ Ingrosso », dont la musique d'intro est créée pour la première fois lors de l'émission de Zane Lowe sur BBC Radio 1. Leur performance est également nommée l'un des 15 meilleurs moments du Governors Ball ainsi que l'une des 10 meilleures performances du Hot Governors Ball par Billboard, Ils font également une apparition au V Festival 2014. L'album est considéré comme le premier pour les deux artistes. Axwell et Sebastian Ingrosso fusionnent également leurs pages Facebook afin d'indiquer leur nouveau partenariat. Ils visitent l'Inde, dans le cadre du Sunburn Arena. Something New, est publiée comme premier single officiel du groupe en novembre de la même année, avec des vocaux non crédités de Vincent Pontare.
Le 12 mars 2015, le duo sort son second titre, On My Way, qui contient des vocaux non crédités de Salem Al Fakir. Il sort le lendemain une vidéo faisant office de suite, réalisée par Christian Larson, qui poursuit l'histoire du clip vidéo de On My Way. Il s'agit du clip officiel de Can't Hold Down, sorti en même temps que la chanson en tant que single. Le 12 juin 2015, ils sortent leur quatrième single Sun is Shining (comprenant également des vocaux non crédités de Salem Al Fakir), qui se classe numéro un en Suède, donnant ainsi au groupe son premier numéro un dans les charts singles. À la fin du mois de juillet, le groupe fait ses débuts à Tomorrowland dans le cadre de son nouveau collectif, avec beaucoup de nouvelles musiques. Le groupe est une des vedettes de l'événement et clôt la deuxième nuit du festival.

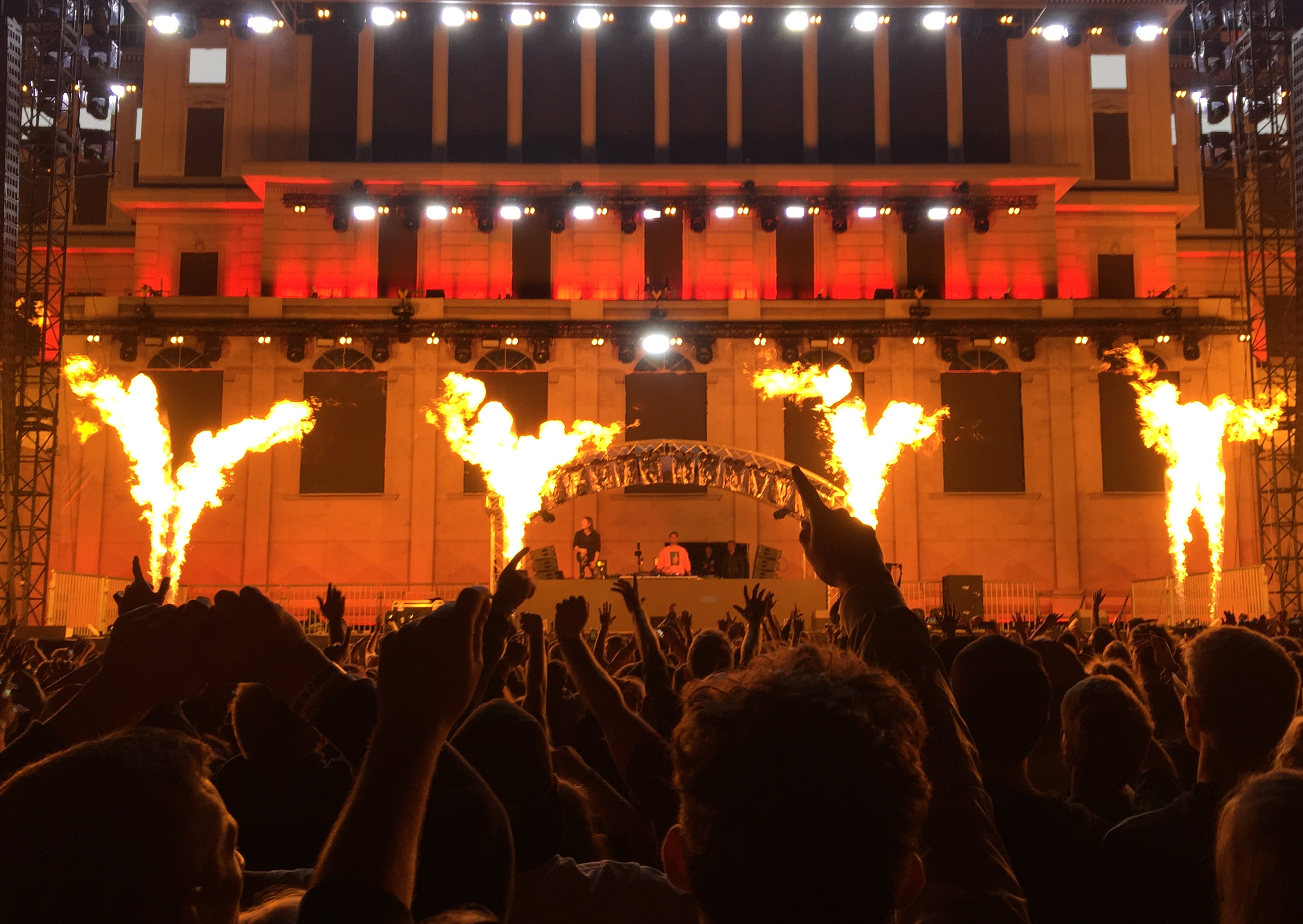
Axwell Λ Ingrosso performance à Airbeat One 2017.

Le 6 novembre 2015, le duo publie son cinquième single This Time, avec en featuring Pusha T et des vocaux non crédités de Vincent Pontare. Toutes les recettes de la chanson vont à une œuvre de charité. L'instrumentale de leur nouveau single Dream Bigger est sortie le 31 décembre 2015, tandis que la version vocale a été publiée le 29 avril 2016 avec des vocaux non crédités de Pharrell Williams. Le groupe est invité à être tête d'affiche de Tomorrowland pour la deuxième fois, se produisant à nouveau le deuxième soir mais aussi ouvrant le festival cette année-là. Axwell s'est également produit en tant qu'artiste solo sur la scène Axtone. Le 10 février 2017, le duo publie son neuvième single I Love You avec en featuring Kid Ink et des vocaux non crédités de Madison Love.
Le 24 mai 2017, Axwell Λ Ingrosso publient leur premier EP More than You Know après avoir publié leur premier extrait de l'album, Renegade, avec des vocaux de Salem Al Fakir, le 10 mai 2017. Le jour de la sortie du disque, le duo sort la chanson More Than You Know, avec des vocaux non crédités de Kristoffer Fogelmark, en tant que dixième single du groupe. C'est actuellement la chanson la plus populaire du groupe sur le plan commercial, obtenant des certifications dans treize pays. En juillet, Axwell et Sebastian Ingrosso se produisent en solo à Tomorrowland, leur collectif se produisant également en tête d'affiche pour la troisième année consécutive. En 2017, le festival s'étend sur deux semaines pour la première fois (à l'exception de son dixième anniversaire en 2014). Axwell Λ Ingrosso sont les avant-derniers groupes de Night One les deux semaines. Le 8 décembre 2017, le duo publie son premier album studio More than You Know. Il inclut tous leurs singles précédemment sortis, deux titres bonus (Barricade de Axwell et Dark River de Sebastian Ingrosso), ainsi que leur nouveau single Dreamer avec la voix de Trevor Guthrie.

### Retour et pause (2018–2023)
Le 29 juin 2018, le duo sort un single inédit, Dancing Alone, avec en featuring le chanteur RØMANS. En août 2018, Axwell Λ Ingrosso annoncent un hiatus dans le but de reformer la Swedish House Mafia. Axwell et Sebastian Ingrosso annoncent que le duo n'est pas dissous, et qu'il reviendrait dans le futur. Cependant, Sebastian Ingrosso annoncent également plus tard que « ce projet pourrait prendre fin »[réf. souhaitée].
Le groupe revient pour une tournée japonaise en 2023.

## Discographie

### Albums studio
| Titre              | Détails | Meilleure position | Meilleure position | Meilleure position | Meilleure position | Meilleure position | Meilleure position |
| Titre              | Détails | SWE                | BEL (FL)           | DAN                | FIN                | NOR                | P.-B               |
| ------------------ | --- | ------------------ | ------------------ | ------------------ | ------------------ | ------------------ | ------------------ |
| More Than You Know | - Date de sortie : 8 décembre 2017 - Labels : Axtone, Refune Music, Virgin - Formats : CD, téléchargement, vinyle | 12                 | 111                | 36                 | 19                 | 16                 | 90                 |

### EP
| Titre              | Détails                                                                                            |
| ------------------ | -------------------------------------------------------------------------------------------------- |
| More than You Know | - Date de sortie : 24 mai 2017 - Labels : Axtone, Refune Music, Def Jam - Formats : téléchargement |

### Singles
| Titre                                                       | Année | Meilleure position | Meilleure position | Meilleure position | Meilleure position | Meilleure position | Meilleure position | Meilleure position | Meilleure position | Meilleure position | Meilleure position | Meilleure position | Meilleure position | Certifications | Album              |
| Titre                                                       | Année | SUE                | ALL                | AUT                | BEL (FL)           | BEL (WAL)          | DAN                | FR                 | ITA                | NOR                | P-B                | R-U                | SUI                | Certifications | Album              |
| ----------------------------------------------------------- | ----- | ------------------ | ------------------ | ------------------ | ------------------ | ------------------ | ------------------ | ------------------ | ------------------ | ------------------ | ------------------ | ------------------ | ------------------ | --- | ------------------ |
| Something New (vocaux de Vincent Pontare)                   | 2014  | 20                 | —                  | —                  | —                  | —                  | —                  | 56                 | —                  | —                  | —                  | 22                 | —                  | - GLF : 2 × Platine - FIMI : Or | More Than You Know |
| On My Way (vocaux de Salem Al Fakir)                        | 2015  | 18                 | —                  | —                  | —                  | —                  | —                  | —                  | —                  | —                  | 82                 | 100                | —                  | - GLF : 2× Platine | More Than You Know |
| Can't Hold Us Down                                          | 2015  | —                  | —                  | —                  | —                  | —                  | —                  | —                  | —                  | —                  | —                  | —                  | —                  | | More Than You Know |
| Sun is Shining (vocaux de Salem Al Fakir)                   | 2015  | 1                  | 51                 | 13                 | 8                  | 16                 | 20                 | 31                 | 56                 | 4                  | 8                  | 56                 | 41                 | - GLF : 5× Platine - IFPI DAN : Or - IFPI NOR : 2× Platine - FIMI : Platine - NVPI : Platine                                                                                       | More Than You Know |
| This Time (feat Pusha T + vocaux de Vincent Pontare)        | 2015  | 73                 | —                  | —                  | 26                 | —                  | —                  | —                  | —                  | —                  | —                  | —                  | —                  | | More Than You Know |
| Dream Bigger (vocaux de Pharrell Williams)                  | 2016  | —                  | —                  | —                  | —                  | —                  | —                  | —                  | —                  | —                  | —                  | —                  | —                  | | More Than You Know |
| Thinking About You (vocaux de Richard Archer & Chloé Leone) | 2016  | 64                 | —                  | —                  | —                  | —                  | —                  | —                  | —                  | —                  | —                  | —                  | —                  | | More Than You Know |
| Renegade (vocaux de Salem Al Fakir)                         | 2017  | —                  | —                  | —                  | —                  | —                  | —                  | —                  | —                  | —                  | —                  | —                  | —                  | | More Than You Know |
| I Love You (feat Kid Ink + vocaux de Madison Love)          | 2017  | 10                 | —                  | —                  | —                  | —                  | —                  | —                  | —                  | —                  | 56                 | 72                 | —                  | - GLF : 3× Platine | More Than You Know |
| More Than You Know (vocaux de Kristoffer Fogelmark)         | 2017  | 2                  | 1                  | 1                  | 4                  | 2                  | 26                 | 47                 | 4                  | 4                  | 14                 | 30                 | 2                  | - GLF : 10× Platine - BPI : Argent - BEA : 2× Platine - BVMI : 2× Platine - FIMI : 4× Platine - IFPI AUT : Platine - IFPI DEN : Or - IFPI NOR : 3× Platine - RMNZ : Or - RIAA : Or | More Than You Know |
| Dreamer (feat Trevor Guthrie)                               | 2017  | 17                 | 34                 | 20                 | —                  | 18                 | —                  | 159                | —                  | 20                 | 38                 | —                  |                    | - GLF : Platine | More Than You Know |
| Dancing Alone (feat RØMANS)                                 | 2018  | 29                 | —                  | —                  | —                  | —                  | —                  | —                  | —                  | —                  | —                  | —                  | —                  | | Non-album single   |

## Top 100DJ Mag
- 2015 : 17e (entrée)
- 2016 : 16e
- 2017 : 21e
- 2018 : 41e